# In cima al mondo
In cima al mondo è un romanzo del 1966 dello scrittore e compositore statunitense Paul Bowles.

## Trama
Il dottor Slade e sua moglie sono in viaggio in un Paese non identificato del Centro America. Giungono in una città portuale dove non è facile trovare una sistemazione per la notte. Quindi accettano di condividere la stanza con una donna incontrata per caso, che offre alla signora Slade di dormire nella stessa stanza. Durante la notte la donna viene uccisa con un'iniezione di curaro. Gli Slade partono molto presto all'alba e la lasciano nel letto, pensando sia ancora addormentata. Non si sono resi conto di nulla. Poco dopo un furioso incendio distrugge l'albergo, ma gli Slade sono già lontani. Solo qualche giorno più tardi, quando sono arrivati a destinazione, in città, gli Slade apprendono dai giornali che l'albergo in cui sono stati è bruciato e la loro ospite è morta. Il cronista riporta la notizia della morte, come fosse stata causata dall'incendio. In città gli Slade, apparentemente per caso, conoscono Grove Soto, un uomo affascinante, giovane e ricco, che offre loro ospitalità e li convince a seguirlo nella sua fattoria sulle montagne. Gli Slade scoprono che Soto è il figlio della donna uccisa ma non sanno che è stato proprio lui ad assassinarla, per questioni legate all'eredità. Soto, dopo averli abilmente interrogati, inizia a temere che possano avere compreso la vera dinamica dell'omicidio e quindi decidano di denunciarlo. Assieme alla giovane compagna Luchita, li avvelena lentamente con una mistura che fa loro perdere la memoria. I due viaggiatori pensano di essere vittime di un qualche virus molto potente e si mettono a letto, in attesa di riprendersi. Quando però il marito scompare misteriosamente e le risposte di Soto diventano sempre più evasive, la moglie inizia a sospettare di essere caduta in una trappola. Cerca di fuggire e si reca nella vicina città in cui imperversa una gran "fiesta". In mezzo allo scoppio di petardi e alla folla che invade le piazze, la donna, senza più vedere il marito, farà di tutto per salvarsi, sfuggendo alla coppia che sta cercandola.

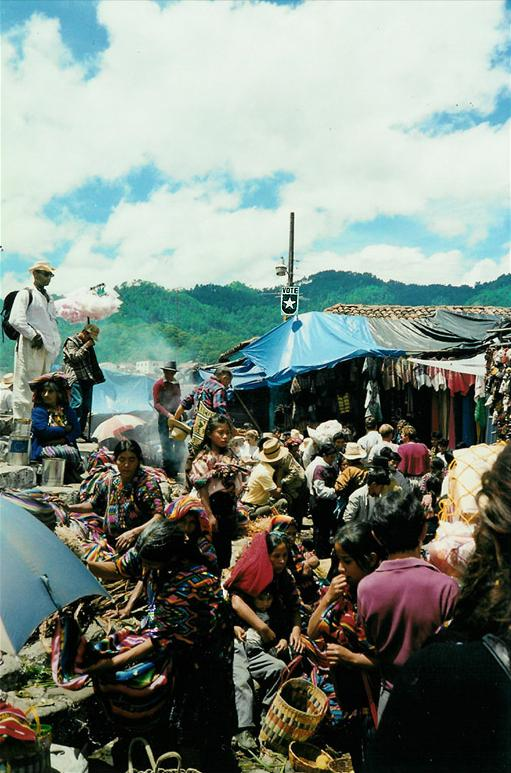
Mercato indio in Guatemala

## La distruzione dell'innocenza
In cima al mondo è il primo romanzo scritto da Bowles, dopo dieci anni di silenzio. Nel racconto torna la stessa atmosfera claustrofobica e il clima morale di Il tè nel deserto Ora, però, la scena è ambientata in una piccola repubblica del Centro America. I suoi protagonisti, un ricco medico americano, anziano e pesante, e la sua bella e giovane moglie, sono in viaggio e portano con sé, come tutti gli americani abbienti della classe media - così dice Bowles - la convinzione che il denaro e il buon senso siano baluardi sufficienti contro ogni male.
Quando i loro pregiudizi vengono spazzati via dalla violenza e dalla depravazione di Soto e della sua giovane complice cubana, i due americani, come già Kit e Port ne Il tè nel deserto si troveranno alla mercé degli eventi. La donna capirà che deve fare ricorso alla propria determinazione e abbandonare tutte le convenzioni borghesi, per confrontarsi con una violenza selvaggia di cui subisce gli effetti, ma non comprende le cause. Uno dei principali talenti di Bowles risiede nella lenta costruzione di un'atmosfera artificiosa, che porta al culmine la tensione, fino all'inevitabile scoppio della tragedia. Un crescendo graduale di dettagli, apparentemente innocui, che inseriti nella giusta prospettiva, producono il climax finale. Bowles ottiene questo risultato attraverso una scrittura piatta e priva di emozioni in superficie. Una prosa atona e spietata che si accorda con i paesaggi e le situazioni in cui i personaggi sono costretti a trattenere qualsiasi emozione, anche nei momenti più cruciali. Bowles in questo romanzo dà il meglio di sé nella creazione di un mondo in cui le apparenze innocenti, si dissolvono per rivelare una realtà maligna. "Il tema generale di Bowles è la distruzione dell'innocenza, che avviene per minimi accenni, confermando ancora una volta la statura dell'autore".

## Edizioni
- Paul Bowles, In cima al mondo, traduzione di Eileen Romano, Anabasi, 1992,  p. 187, ISBN 88-417-2004-2.